# Canton de Ryes
Le canton de Ryes est une ancienne division administrative française située dans le département du Calvados et la région Basse-Normandie.

## Géographie
Ce canton était organisé autour de Ryes dans l'arrondissement de Bayeux. Son altitude variait de 0 m (Arromanches-les-Bains) à 80 m (Esquay-sur-Seulles) pour une altitude moyenne de 39 m.

## Représentation

### Conseillers généraux de 1833 à 2015
| Période                                  | Période           | Identité                                          | Étiquette                      | Qualité |
| ---------------------------------------- | ----------------- | ------------------------------------------------- | ------------------------------ | --- |
| 1833                                     | 1848              | Vicomte puis comte Frédéric-Christophe d'Houdetot | Majorité dynastique            | Auditeur-préfet du département de l'Escaut, pair de France, ancien député (1849-1851, 1852-1859), propriétaire à Étréham           |
| 1848                                     | 1870 (décès)      | Adolphe-Louis Joret-Desclosières (1800-1870)      | bonapartiste                   | Avocat au barreau de Bayeux, maire de Longues                                                                                      |
| 1870                                     | 1874              | Aymar Joret-Desclosières (fils du précédent       | Appel au peuple (bonapartiste) | Ancien préfet, maire de Longues puis maire de Rosel, député (1877-1878)                                                            |
| 1874                                     | 1885 (démission)  | Comte Henri de Toustain de Richebourg             | Droite                         | Maire de Vaux-sur-Aure (1860-1884)                                                                                                 |
| 1885                                     | 1903 (décès)      | Célestin François Guernier                        | Républicain                    | Bâtonnier de l'ordre des avocats, propriétaire, maire de Ryes                                                                      |
| 1903                                     | 1910              | Louis d'Arthenay                                  | Conservateur                   | Antiquaire à Bayeux, conseiller municipal de Bayeux puis maire de Bazenville, conseiller d'arrondissement du canton de Bayeux      |
| 1910                                     | 1911 (annulation) | Jean Colleville                                   | Rad.                           | Cultivateur, maire de Sommervieu (1888-1914), conseiller d'arrondissement                                                          |
| 1911                                     | 1919              | Jules Heuzey                                      | Républicain indépendant        | Propriétaire, maire de Commes, conseiller d'arrondissement                                                                         |
| 1919                                     | 1938 (décès)      | Michel Dansac                                     | RG                             | Médecin, maire d'Asnelles |
| 1938                                     | 1940              | Louis André                                       | DVD                            | Agriculteur, maire de Meuvaines (1936-1965)                                                                                        |
|                                          |                   |                                                   |                                | |
| 1943                                     | 1945              | Alexandre Bernard (1878-1946)                     |                                | Médecin à Argences, maire de Ryes, nommé conseiller départemental en 1943                                                          |
|                                          |                   |                                                   |                                | |
| 1945                                     | 1964              | Louis André                                       | DVD-CNIP                       | Agriculteur, maire de Meuvaines, sénateur (1948-1971)                                                                              |
| 1964                                     | 2001              | Philippe de Bourgoing                             | RI puis UDF                    | Agriculteur, sénateur de 1970 à 1998, maire de Tracy-sur-Mer de 1950 à 2007                                                        |
| 2001                                     | 2015              | François de Bourgoing                             | UDF puis UMP                   | Cadre commercial, conseiller municipal de Tracy-sur-Mer, vice-président de communauté de communes de Bayeux Intercom jusqu'en 2020 |
| Les données manquantes sont à compléter. |                   |                                                   |                                | |

Le canton participait à l'élection du député de la cinquième circonscription du Calvados.

### Conseillers d'arrondissement (de 1833 à 1940)
| Période                                  | Période          | Identité                                                              | Étiquette             | Qualité |
| ---------------------------------------- | ---------------- | --------------------------------------------------------------------- | --------------------- | --- |
| 1833                                     | 1848             | Pierre Coueffin                                                       |                       | Juge de paix à Ryes                                                                                         |
| 1848                                     | 1867 (décès)     | Baron Amédée Ferdinand Moisson de Vaux (1791-1867)                    |                       | Maire de Tracy-sur-Mer, banquier, ancien aide-de-camp du maréchal Ney                                       |
| 1867                                     | 1873 (décès)     | Théodore Labbey (1804-1873)                                           |                       | Docteur en médecine, maire d'Asnelles                                                                       |
| 1873                                     | 1884             | Gustave Gosset                                                        |                       | Maire de Commes                                                                                             |
| 1884                                     | 1885 (démission) | Alphonse Trémoulet (1846-1916)                                        | Républicain           | Propriétaire, entrepreneur d'exploitations minières, maire d'Arromanches                                    |
| 1885                                     | 1895             | Didier Charles Robert Achard de Bonvouloir (1832-1909)                |                       | Propriétaire du château, maire de Magny-en-Bessin                                                           |
| 1895                                     | 1907             | Vicomte Guillaume Achard de Bonvouloir (1857-1937, fils du précédent) |                       | Adjoint au maire de Magny                                                                                   |
| 1907                                     | 1910             | Jean-Augustin Colleville (1855-1914)                                  | Radical               | Cultivateur, maire de Sommervieu                                                                            |
| 1910                                     | 1911             | Jules Heuzey                                                          | Républicain démocrate | Maire de Commes                                                                                             |
| 1911                                     | 1919             | Aimé Victor Hélie                                                     |                       | Agriculteur, maire d'Arromanches                                                                            |
| 1919                                     | 1925             | Michel Lefournier                                                     |                       | Maire de Port-en-Bessin                                                                                     |
| 1925                                     | 1940             | Albéric de Beuverand, Comte de La Loyère (1896-1995)                  | URD                   | Maire de Vienne-en-Bessin                                                                                   |
| 1940                                     |                  |                                                                       |                       | Les conseils d'arrondissement ont été suspendus par la loi du 12 octobre 1940 et n'ont jamais été réactivés |
| Les données manquantes sont à compléter. |                  |                                                                       |                       | |

## Composition

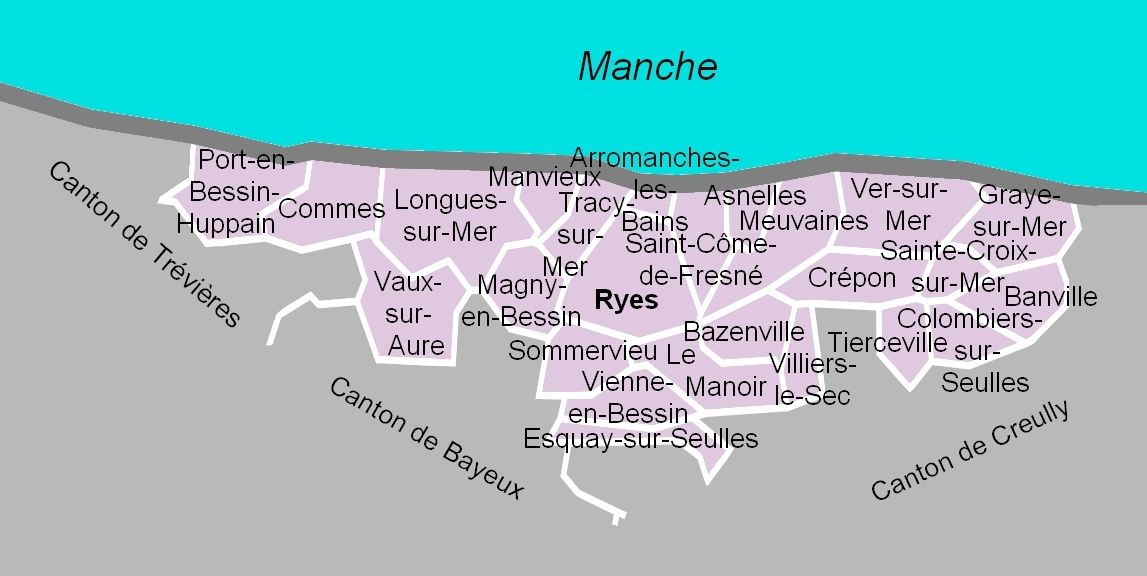
La carte des communes du canton. Les cantons limitrophes étaient ceux de Creully, de Bayeux et de Trévières.

Le canton de Ryes comptait 12 033 habitants en 2012 (population municipale) et regroupait vingt-cinq communes :
- Arromanches-les-Bains ;
- Asnelles ;
- Banville ;
- Bazenville ;
- Colombiers-sur-Seulles ;
- Commes ;
- Crépon ;
- Esquay-sur-Seulles ;
- Graye-sur-Mer ;
- Longues-sur-Mer ;
- Magny-en-Bessin ;
- Le Manoir ;
- Manvieux ;
- Meuvaines ;
- Port-en-Bessin-Huppain ;
- Ryes ;
- Saint-Côme-de-Fresné ;
- Sainte-Croix-sur-Mer ;
- Sommervieu ;
- Tierceville ;
- Tracy-sur-Mer ;
- Vaux-sur-Aure ;
- Ver-sur-Mer ;
- Vienne-en-Bessin ;
- Villiers-le-Sec.

À la suite du redécoupage des cantons pour 2015, les communes de Commes, Esquay-sur-Seulles, Longues-sur-Mer, Magny-en-Bessin, Le Manoir, Manvieux, Port-en-Bessin-Huppain, Ryes, Sommervieu, Tracy-sur-Mer, Vaux-sur-Aure et Vienne-en-Bessin sont rattachées au canton de Bayeux, les communes de Colombiers-sur-Seulles, Tierceville et Villiers-le-Sec à celui de Bretteville-l'Orgueilleuse et les communes d'Arromanches-les-Bains, Asnelles, Banville, Bazenville, Crépon, Graye-sur-Mer, Meuvaines, Saint-Côme-de-Fresné, Sainte-Croix-sur-Mer et Ver-sur-Mer à celui de Courseulles-sur-Mer.

### Anciennes communes
Les anciennes communes suivantes étaient incluses dans le canton de Ryes :
- Neuville-sur-Port et Villiers-sur-Port, absorbées en 1824 par Huppain (Port-en-Bessin-Huppain).
- Argouges-sur-Aure, absorbée en 1829 par Vaux-sur-Aure.
- Fontenailles et Marigny, absorbées en 1861 par Longues (nommée Longues-sur-Mer à partir de 1924).

Le canton comprenait également une commune associée :
- Huppain, associée à Port-en-Bessin depuis le 1er octobre 1972. L'association prend le nom de Port-en-Bessin-Huppain.

## Démographie
| 1962  | 1968  | 1975  | 1982  | 1990   | 1999   | 2006   | 2011   | 2012   |
| ----- | ----- | ----- | ----- | ------ | ------ | ------ | ------ | ------ |
| 8 284 | 8 355 | 8 658 | 9 622 | 10 611 | 10 899 | 11 644 | 12 108 | 12 033 |